# Erukinska kiselina
Erukinska kiselina je mononezasićena omega-9 masna kiselina, koja se obeležava sa 22:1ω9. Njena formula je . Ona je prevalentna u semenu šeboja, sačinjava 4.1% ulja uljane repicel, i 42% senfovog ulja. Erukinska kiselina je takođe poznata kao cis-13-dokozenoinska kiselina, an njen trans izomer je poznat kao brasidinska kiselina.

## Upotreba
Erukinska kiselina ima sličan spektar primena kao i mineralna ulja, ali je u većoj meri biorazgradiva. Ona ima ograničenu sposobnost da se polimerizacije i suši za upotrebu u uljanim bojama. Poput drugih masnih kiselina, ona se može konvertovati u surfaktante, lubrikant i prekurzor je za Biodizel.

## Biohemija
Erukinska kiselina se formira putem elongacije oleinske kiseline posredstvom oleoil-koenzima A i malonil-CoA.  Erukinska kiselina se razlaže u kraće masne kiseline u ljudskoj jetri enzimom dugolančana Acil CoA dehidrogenaza.